# Левада (альманах, Львів)
Галицько-руський альманах «Левада» — літературний збірник, друкований у Львові Науковим товариством імені Шевченка.
Видання 1892 року, яке було організоване коштом товариства «Просвіта», упорядковував Василь Лукич.
Випуски 1898—1902 років виходили під редакцією Володимира Гнатюка. Видання 1901—1902 років були під зарядом Карла Беднарського.

## Автори і твори

### 1892 рік
1. Яромир. [Масляк В. І.]. До рідного краю. (Що ж тобі хибує, земле моя рідна.. "), с. 1—2.
2. Спілка І. Микита Вурлій. (Правдиве оповідання), с. 2–10
3. Чайченко В. [Грінченко Б. Д.]. Іван Попович <1665 р) («У рідному краї панує руїна…»), с 11—12
4. К. При заході сонця. (Нарис з сумної хвилі), с. 12—16
5. Руданський Ст. Мініх. (Історична поема) («Ходить сокіл коло моря…»), с 17—21
6. Чайченко В. [Грінченко Б. Д.J. Орел (Байка) («Сидів орел на степовій могилі…»), с 21—22
7. Пятка Стефан. [Ковалів С. М.|. Грім [Оповідання), с. 22—31.
8. Думка Павло. Думка рільника («Нивонько моя, нивонько моя»), с. 31—33.
9. Ю. Р-нъ. Два брати. (Оповідання). Переложив Василь Лукич, с. 34—37.
10. Александров В. Переклади псалмів. Псалом 1 («Блаженний той чоловік, що по совіту…»), с 47. Псалом IV. («Обірвись, мпі боже милий…»), с. 47—48. Псалом VIII. («Господи! Господь наш і владика…»), с. 48 Псалом XII («Доки ти, господи, будеш…»), с 48. Псалом XV! («Сохрани мене, мій боже!..»), с. 48—49 Псалом XVII. ("Почуй, о господи, правд) святую. "). с 49—50.
11. Ю. Р-нъ. На рідних могилах [Оповідання]. Пер Вас Лукич, с 50—58
12. Яворницький Д. Збройна сила і бойові способи запорожців [Стаття [. Подав Домонтарь, с. 58—65.
13. Торонський О. Значення матері в вихованню дітей [Стаття), с. 65—71.
14. Срібнаренко Наум. Дещо про податки |Стаття], с 71—76
15. О. Ч. Про хвороби на очі [Стаття], с 76—83.
16. Конкольняк Ю. Холера [Стаття|, с. 83—86.
17. [Без підпису]. Замітні русини: Наталь Вахнянии, с. 86—88; Дам'ян Гладилович, с. 88—90, Омелян І Іартицький, с. 91, Дам'ян Савчак, с 92; Йоснф Гурик, с 93—94. Григорій Врецьона, с 94—97; Яків Гѵдик, с 98, Олександр Потебня, с. 98—100, Яків Кухаренко, с. 100—101
18. Огоновський Ом. і Гуляй І. Панове громадо! (Про організацію Т-ва «Дністер»), с. (I—III).

### 1901 рік
1. Наш альбом: Із поезий Сергія Павленка [С. Шелухін], Сильвестра Яричевського, С. Грушека [С. Іваницький].
2. Чужа жінка: Оповіданє Петра Шелеста [І. Л. Липа].
3. Вирід: Оповіданє / О. Шпитко.
4. Арсен Яворенко: Драма на пять дій / Б. Грінченко.
5. Тридцять від ста: Неаполітанське оповіданє / М. Серао; З іт. пер. Данило Бодревич.
6. Із оповідань Мультатулі / Пер. І. Ф. [І. Я. Франко].
7. Із переспівів / П. Грабовський.
8. Сервітути і розмежованє ґрунтів на правобережній Україні / Ф. І. Немоловський.
9. Будучність гімназий: (Уваги Фрідріха Паульзена) / Подав Іван Копач.
10. Заборона Літ.-Наук. Вістника в Росиї; Московська ластівка на Гациькій Руси / Ів. Франко.
11. Про нашу літературну мову / А. Кримський.
12. Хроніка і бібліографія [новини літ.-наук. та сусп. життя; анот. на нові кн.]

## Джерело
- Іван Бойко. Українські літературні альманахи і збірники XIX — початку XX ст.. — Київ : Наукова думка, 1967. — С. 90.
- Основна частина // Друкований зведений каталог україномовної книги державних бібліотек та музеїв України 1798—1923 : Довідкове видання / Укладачі Р.С. Жданова, І.О. Негрейчук. — Київ : «Либідь», 2003. — Вип. 2. 1901—1910. — С. 17. — ISBN 966-06-0302-9.
- Н.В. Зелінська. Українська наукова література ХІХ – початку ХХ ст.: поетика тематики // Поліграфія і видавнича справа. — Львів, 2003. — Вип. 40. — С. 148–159.
- Левада. Галицько-руський альманах. Вип. 01